# Поаро истражује
Поаро истражује је збирка кратких криминалистичких прича Агате Кристи који је издало друштво The Bodley Head у Британији марта 1924. године. У једанаест прича, славни ексцентрични детектив Херкул Поаро решава разне загонетке међу којима су и похлепа, љубомора и освета. Америчка варијанта ове књиге, коју је издало друштво "Дод, Мид и друштво", садржи и три приче из збирке Поароови рани случајеви. Прво издање је имало илустрованог Поароа чију илустрацију је урадио В. Смитсон Бродхед, а штампано је од 21. марта 1923. године.
Британско издање достигло је цену од 7 шилинга и 6 пенија, а америчко је 1925. године 2 долара.

## Радња

### Пустоловина Западне звезде
Поароа је посетила Мари Марвел, славна америчка филмска звезда која је дошла у Лондон. Она је примила три писма које јој је дао неки Кинез у којима се упозорава да врати драгуљ из своје величанствене огрлице тамо где му је место − у лево око једног идола − пре следећег пуног месеца. Њој је супруг Грегори Ролф који је купио драгуљ од неког Кинеза у Сан Франциску поклонио драгуљ натпрошле године. Њих двоје треба да иду у дворац Јардлијевих, дом лорда и леди Јардли баш кад треба да буде следећи пун месец како би разговарали о снимању филма тамо, а Мари је одлучила да иде са драгуљем. И Поаро и Хејстингс су се сетили трача натпрошле године који се вртео око Ролфа и леди Јардли. Јардлијеви имају исти драгуљ који је потекао из десног ока идола − Источну звезду. Када је Мари отишла, Поаро је изашао, а Хејстингс је примио леди Јардли коју је посаветовала да оде код Поароа другарица Мери Кевендиш. Хејстингс је закључио да је и она примала претећа писма. Њен супруг намерава да прода драгуљ јер је у дуговима. Кад је Поаро то сазнао, он је уредио да посети дворац Јардлијевих и био је тамо кад је нестало светло, а леди Јардли напао Кинез и украо јој драгуљ. Сутрадан је и Мари украден драгуљ из хотелског трезора. Поаро је истражио и вратио Јардлијевима драгуљ.
Поаро је рекао Хејстингсу да уопште није било два драгуља нити било каквог Кинеза − све је то измислио Ролф. Натпрошле године је у Сједињеним државама био у вези са леди Јардли и уценио је да му да драгуљ који је онда дао супрузи као свадбени поклон. Драгуљ леди Јардли био је чиста имитација што би било откривено кад би га супруг дао на продају. Она је почела да се бори против уцењивача па је Ролф усппео да обмане своју супругу коју је леди Јардли ископирала када јој је Хејстингс рекао за претње. Поаро је успео да натера Ролфа да да врати драгуљ и остави Јардлијеве на миру.

### Трагедија на дворцу "Марсдон"
Поароа је замолио један пријатељ, који је директор Осигуравајућег друштва "Северна заједница", да истражи случај средовечног човека који је умро због унутрашњег крварења неколико недеља пошто је осигурао свој живот на педесет хиљада фунти. Кружиле су гласине да је господин Малтраверс био у тешком новчаном стању и да је урадио осигурање па се убио како би се његова лепа млада супруга окористила. Поаро и Хејстингс су отпутовали у дворац "Марсдон" у Есекс на чијем је имању мртвац пронађен са малом ловачком пушком крај себе. Разговарали су са младом женом и нису открили ништа лоше. Док су одлазили, стигао је млади капетан Блек. Вртлар је рекао Поароу да је он био у кући дан пре смрти. Поаро је разговарао са Блеком помињући светске догађаје и сазнао да он познаје неку особу која се убила ловачком пушком у Источној Африци где је био.
Поаро је схватио да је ова прича испричана на вечери дан пре трагедије дала госпођи Малтраверс замисао како да убије супруга молећи га да јој покаже како афрички паори стављају пушку у уста и онда је повукла ороз. Господина Малтраверса је видела служавка у врту и мислила је да је то нека грешка, али се онда чудна ствар десила у дневној соби. Светло је одједном нестало, а госпођа Малтраверс је ухватила Поароа за руку. Он је показао кажипрстом на њену руку која је била прекривена крвљу. Она је преплашена признала. Поаро је објаснио да је то био човек коме је плаћено да са фосфором на прстима глуми господина Малтрверса и искључи светло. Када је госпођа Малтраверс ухватила Поароа за руку, он јој је ставио лажну крв.

### Пустоловина јефтиног стана
Хејстингс је био код једног пријатеља кући са још неколико људи када са разговор повео о становима и кућама. Госпођа Робинсон је испричала људима како су она и супруг успели да дођу до стана на Ноћном мосту за врло приступачну цену. Поароа је то занимало па је одлучио да истражи. Настојник зграде је рекао Поаро да су Робинсонови тамо шест месеци иако је госпођа Робинсон рекла Хејстингсу да су тек изнајмили стан. Поаро је изнајмио један сан у тој згради и уз помоћ лифта за угаљ успео да уђе у стан Робинсонових и наместио браву да може да уђе кад год хоће. Џап је рекао да је неке важне америчке морнаричке планове украо из те земље Италијан Луиђи Валдарно који је успео да их дотури осумњиченој јапанској шпијунки Елзи Харт пре него што је убијен у Њујорку. Хартова је побегла из Сједињених држава користећи презиме Робинсон.
Те ноћи када је стан Робинсонових био празан, Поаро и Хејстингс су чекали и ухватили једног италијанског плаћеника који је дошао да убије Елзу Харт и њеног саучесника како би се осветио за Валдарнову смрт. Они су разоружали човека и одвели га у једну кућу у Лондону. Поаро је ту открио двоје шпијуна који су раније живели на Ноћном мосту представљајући се као брачни пар Робинсон. Плашећи се за свој живот, пар је изнајмио стан јефтино правом пару са истим презименом у нади да ће невини људи бити побијени место њих. Они су преварили Хартову да им открије где су скривени планови пре него што је Италијан побегао, а Џап је похапсио двоје шпијуна.

### Загонетка у ловачком конаку
Поароа и Хејстингса посетио је Роџер Хејверинг, средњи син грофа ожењеном глумицом. Господин Хејверинг одсео је у свом клубу у Лондону претходно вече, а сутрадан ујутру примио је брзојав од своје супруге у ком пише да му је ујак Харингтон Пејс убијен претходно вече и да одмах дође са неким детективом. Како је Поаро био нерасположен, Хејстингс је отишао са Хејверингом на место злочина. Господин Пејс, брат Хејверингове мајке, је власник ловачког конака на Дербишајерским привезиштима. Кад су Хејстингс и Хејверинг стигли тамо, видели су да је инспектор Џап из Скотланд јарда позван. Пошто се Хејверинг придружио Џапу, Хејстингс је разговарао са кућном помоћницом госпођом Мидлтон која му је рекла да је увела човека са црном брадом у кућу претходне вечери јер је хтео да види господина Пејса. Она и Зои Хејверинг биле су ван собе док су двојица мушкараца причали и чуле су пуцањ. Врата собе била су закључана, али су пронашле отворен прозор и кад су ушле пронашле су господина Пејса убијеног једним од своја два пиштоља из витрине. И пиштољ и човек су нестали. Госпођа Мидлтон је послала Зои Хејверинг код Хејстингса и она је потврдила причу кућне помоћнице. Џап је потврдио Хејверингово покриће јер је путовао возом у Лондон и присуством у клубу, али је убрзо нестали пиштољ пронађен бачен у Илингу. Хејстингс је обавестио Поароа о открићу, али су њега занимали само одећа коју је носио и описи госпођа Мидлтон и Хејверинг. Поаро је дојавио да се ухапси госпођа Мидлтон, али је она нестала пре него што су стигли да је ухапсе. У току истраге није откривен ниједан траг о њеном постојању, ни преко агенције која ју је послала ни како је стигла у Дербишајер.
Кад се Хејстингс вратио у Лондон, Поаро му је изнео своје објашњење − Госпођа Мидлтон никад није ни постојала јер је то била прерушена Зои Хејверинг. Само је господин Хејверинг тврдио да је видео те две жене заједно. Хејверинг јесте ишао у Лондон са једним пиштољем који је бацио, а госпођа Хејверинг је убила његовог ујака другим. Џапу је убедљиво објашњење, али нема довољно доказа за хапшење. Хејверингови су наследили ујаково богатство, али нису дуго уживали у њему. Убрзо су изгинули у вездухопловној несрећи.

### Крађа обвезница од милион долара
Вереница Филипа Риџвеја је замолила Поароа да докаже његову невиност. Риџвеј је сестрић господина Вавасора, једног од генералних директора "Лондонске и Шкотске штедионице" из које је нестало милион долара у обвезницама док их је он чувао. Поароа се састао са Риџвејем у кафани "Чешајрски сир" како би чуо чињенице о случају. Риџвеју су ујак и други генерални директор штедионице господин Шо поверили милион долара у обвезницама да их пребаци у Њујорк како би проширили пословање штедионице тамо. Обвезнице су паковане пред Риџвејем у Лонодну, стављене у пошиљку и закључане у кофер са посебном бравом. Пошиљка је нестала неколико сати пре него што је брод Олимпија којим је Риџвеј путовао пристао у Њујорк. Неко је покушао да обије кофер, али је после брава обијена. Лука је обавештена па је брод за печаћен и започета потрага, али без успеха. Лопов је толико брзо продавао обвезнице у Њујорку да се један продавац клео да је купио неке обвезнице пре него што је брод допловио. Поаро је онда разговарао са двојицом генералних директора који су потврдили причу. Затим је отпутовао у Ливерпул где је Олимпија допловила после још једног путовања, а послужитељи су потврдили присуство једног старијег човека са наочарама који је био у кабини до Ривејеве, а није изашао.
Поаро се после поново нашао са Риџвејем и његовом вереницом и објаснио им случај. Праве обвезнице нису уопште биле у коферу него су послате за Њујорк бржим бродом Гигантиком који је стигао пре Олимпије. Човек тамо је имао упутства да почне да продаје обвезнице тек кад брод доплови, али упутства није извршио како треба па је једну продају обавио пола сата пре допловљавања. У коферу су биле лажне обвезнице које је прави злочинац ставио уз помоћ кључа двојника па бацио у море − то је био господин Шо који је тврдио да је био на боловању две недеље због бронхитиса док су се ти догађаји дешавали. Поаро га је ухватио када га је питао да ли пуши што би због бронхитиса Шо требало одмах да остави. Међутим, он је рекао да пуши што је потврдило Поароу да је крив.

### Загонетка Египатске гробнице
Леди Вилард се посаветовала са Поароом. Она је удовица познатог египтолога, сер Џона Виларда, који је био археолог на отварању гробнице фараона Мен-хер-раа заједно са финансијером из АМерика, господином Блајбнером. Обојица су помрли у размаку од једне ноћи, сер Џон од срчаног удара, а господин Блејбнер од тровања крви. Неколико дана касније, синовац господина Блајбнера Руперт се убио, а новине су почеле да пишу о египатском проклетству. Син леди Вилард Гај је отишао у Египат да настави очев рад, а она се боји да ће он умрети следећи. На Хејстингсово изненађење, Поаро је рекао да верује у натприродне силе и пристао је да истражи. Поаро је отишао у Њујорк како би прикупио појединости о Руперту Блајбнеру. Младић је путовао Јужним морем и позајмио довољно новца да оде у Египат. Стриц је одбио да му да новац па се он вратио у Њујорк где је тонуо све дубље и дубље и на крају се убио и оставио опроштајну поруку у којој говори да је губавац и изгнаник.
Поаро и Хејстингс су отпутовали у Египат и придружили се експедицији и сазнали су да се догодила смрт још једног члана из Америке због тетануса. Док је Поаро истраживао ископину, осетио је присуство злих сила. Једне ноћи је један арапски послужитељ донео Поаро чај од камилице. Хејстингс је чуо Поароа како кркља пошто је попио чај па је одјурио до експедиционог хирурга др. Ејмса. То је била варка како би лекар дошао у Поароов шатор где је Поаро наредио Хејстингсу да га обезбеди. Лекар је, међутим, брзо попио смртоносну капсулу цијанида. Поаро је објаснио да је Руперт био Блајбнером наследник, а лекар тајно Рупертов. Сер Џон је умро природном смрћу и његова смрт је покренула нагађања о натприродном. Сви су мислили да је Рупертов пријатељ у шатору био његов стриц, али то није било могуће јер су се њих двојица често свађали. Иако није имао новца, Руперт се вратио у Њујорк што је значило да је ипак имао пријатеља у експедицији. Тај лажни пријатељ − лекар − рекао је Руперту да се заразио губом на Јужном мору и да је то сигурно део проклетства. (Руперт је имао само обичан осип). Кад му је др. Ејмс убио стрица, Руперт је веровао да је проклет па се убио. У поруци је говорио о губи за шта су сви мислили да је само метафора, а не права болест.

### Крађа накита у хотелу "Велики град"
Поаро и Хејстингс су одсели у хотелу "Велики град" у Брајтону где су упознали брачни пар Опалсен. Он је богати деоничар који је стекао богатство у нафтној индустрији, а његова супруга сакупља накит користећи приливе. Она је понудила да покаже Поароу своје бисере па је отишла у собу да их узме, али су они украдени. Поаро је замољен да помогне. Само двоје људи је било у соби кад су покрадени − служавка госпође Опалсен Селестин и хотелска собарица. Селестин је имала наредбу да буде у соби све док је собарица ту. Обе девојке су испитане и свака је кривила ову другу.Хотелска соба има посебни одељак у ком Селестин спава и закључана врата која воде у суседну собу. Две служавке су биле заједно све време сем у два наврата од по дванаест и петнаест секунди током којих је Селестин ишла у своју собу − што није довољно да се извади кутија из фиоке, отвори, накит узме и кутија врати. Обе су претресене, али ништа није пронађено. Обе собе су претресене, а нестали бисери пронађени су под Селестининим душеком. Случај се наизглед завршио, али је Поаро рекао да је новопронађена огрлица лажна. Он је испитао собарицу и батлера који ради за господина Опалсена и питао их да ли су икад видели малу белу картицу коју је пронашао. Није нико.
Поаро је одјурио у Лондон и сутрадан пренео вести Хејстингсу и презадовољним Опалсеновима да је случај решен, а прави бисери пронађени. Собарица и батлер су били пар међународних крадљиваца накита − на картици коју им је дао били су њихови отистци прстију које је дао Џапу да испита. Батлер је био са друге стране закључаних врата, а собарица му је дала кутију током првог Селестининог одласка из собе. Кад је она други пут изашла из собе, Селестин је вратила празну кутију у фиоку чији су клизачи били подмазани француским уљем, а трагове тога је Поаро пронашао у суседној соби. Бисери су пронађени у батлеровој соби и враћени захвалним власницима.

### Отети премијер
Крајем Првог светског рата, Хејстингс је позвао Поароа у своју собу како би поразговарали о једној сензационалној вести тог дана − покушају убиства председника владе Дејвида Мекадама. Прекинула су их два посетиоца, лорд Есер, председник скупштине и Бернард Доџ, члан ратног кабинета. Они су замолили Поароа да им помогне у народној кризи − председник владе је отет. Био је на путу на тајно место где треба да се одржи мировни скуп у Версају, стигао је у Булоњ на мору где су га сачекала кола за која се мислило да су званично послата, али су била лажна, а права кола су пронађена на споредном путу, а возач везан. Док су они износили Поароу појединости, стигао је гласник који их је обавестио да су лажна кола пронађена напуштена и да је у њима био капетан Данијелс, тајник председника владе, дрогиран хлороформом и везан. Његов послодавац је и даље нестао. Поаро је хтео да зна све у танчине о пуцњави која се десила раније. Она се десила на путу из замка Виндзор када су у пратњи Данијелса и возача Марфија кола опколили маскирани људи. Марфи је стао, а један од људи је пуцао на председника владе, али му је само окрзнуо образ. Марфи је дао гас и побегао убицама у покушају. Председник владе је свратио у пољску болницу да му превију рану па је продужио на железничку испоставу Чериншки трг како би отишао возом у Довер. Марфи је такође нестао, кола председника владе су пронађена код једне гостионице у Соху где се често окупљају немачки агенти. Док се спремао да оде за Француску, Поаро је изразио сумњу према Данијелсу и Марфију и запитао се зашто су маскирани људи пуцали пре отмице. Поаро је отишао на Канал са разним детективима који раде на случају, а међу којима је био и Џап. Кад су стигли у Булоњ, он је одбио да се прикључи потрази него је остао у својој хотелској соби и размишљао неколико сати.
Нагло се вратио у Лондон и почео да обилази болнице по западном делу Лондона званичним колима. Затим су упали у једну кућу у Хампстеду где је полиција пронашла и Марфија и председника владе. Злочинац је био Данијелс који је отео обојицу током пуцњаве, а у Лондон одвео двојника председника владе са завојем преко лица због пуцњаве која се није ни десила. Поароове посете болницама доказале су да нико тог дана није примљен на превијање. Истрага је усмерена на лажни траг у Француској, а прави председник владе није у ствари ни напустио земљу. За Данијелса се знало да има сестру у Хампстеду, госпођу Берту Ебентал, немачку шпијунку коју је Поаро тражио већ неко време. Прави председник владе је отишао у Версај на мировни скуп.

### Нестанак господина Давенхајма
Поаро и Хејстингс су разговарали са Џапом током чега се разговор пребацио на недавни нестанак банкара господина Давенхајма из његове велике куће "Борови". Како му је било занимљиво, Поаро се окпладио са Џапом у пет фунти да може да реши случај за недељу дана, а да не мрда из стана. Чињенице случаја су те да је Давенхајм стигао кући из града у суботу поподне и изгледао као и обично па је отишао да пошаље нека писма касније поподне и рекао је да очекује пословног посетиоца господине Лоуена кога треба увести у његову радну собу да сачека ако у међувремену дође. Господин Давенхајме се није вратио и од њега није било ни трага ни гласа. Полиција је позвана у недељу ујутру, а у понедељак је откривено да је скривени трезор у Давенхајмовој радној соби обијен, а садржај − новац, велике количине обвезница и накит − покраден. Лоуен није ухапшен, али је био под истрагом. Он је дошао да поразговара о неком послу у Јужној Африци са господином Давенхајмом који је био у Јоханезбургу претходну јесен. Поароа је занимало то што кућа има пристаниште за чамац за шта је Џап рекао да ће сутра бити прегледано и да господин Давенхајм има дугу косу, бркове и густу браду. Сутрадан се Џап вратио са вестима да је Давенхајмова одећа пронађена у језеру и да су ухапсили Лоуена. Ситни лопов Били Келит кога полиција зна због џепарења је видео Лоуена како је бацио Давенхајмов прстен поред пута у суботу па га је узео и понео у залагаоницу у Лондон, напио се успут, био ухапшен и завршио у затвору.
Поаро је имао једно питање за Џапа: Да ли су господин и госпођа Давенхајм имали брачну собу. Када је чуо одричан одговор, Поаро је дошао до решења и рекао Хејстингсу и Џапу да подигну сва средства која имају у Давенхајмовој штедионици док није дошло до стечаја. Ти догађаји су се догодили сутрадан, а Поаро је открио истину. Давенхајм је знао за финансијске тешкоће своје штедионице и почео је да спрема себи нови живот. Јесенас није био у Јоханезбургу него је направио лик Билија Келита и тада одробијао три месеца током којих је требало да буде у Јоханезбургу, а онда је, како би сместио Лоуену, у суботу поподне обио свој трезор пре него што је Лоуен стигао у његову кућу. Када је Двенхајм "нестао", он је већ био у притвору као Били Келит, а нико није тражио несталог човека у затвору. госпођа Давенхајм је препознала супруга, а Џап је дао пет фунти Поароу.

### Пустоловина италијанског племића
Поаро и Хејстингс су били у стану са својим суседом др. Хокером када је његова кућна помоћница дошла са поруком да је његов болесник гроф Фоскантини извао и вапио за помоћ од лекара. Поаро, Хејстингс и Хокер су одјурили у Фоскантинијев стан на Регентовом тргу. Тамошњи лифтбој који није знао ни зашта им је рекао да је грофов слуга Грејвс отишао пре пола сата без било каквих назнака да нешто није у реду. Стан је био закључан, али им је настојник откључао. Унутра су пронашли сто спремљен за троје и завршена јела. Гроф је био сам и мртав − глава му је била смрскана малим мермерним кипом. Поароа су занимали остаци јела па је испитао запослене у кухињи на врху зграде, а они су рекли да су јело које су спремили и прљави судови враћени службеним лифтом. Поароа је изгледа посебно занимала чињеница да је мало додатака поједено, а послестица не док је главно јело цело поједено. Такође је истакао да је мртвац пошто је вапио за помоћ преко телефона после спустио слушалицу.
Полиција је стигла у стан кад се Грејвс вратио и он им је рекао да су два госта на вечери прво посетили Фоскантинија дан раније. Један, гроф Асканио, имао је око четрдесетак година, а други је био млађи. Грејвс је рекао да је чуо њихов први разговор и да је било претњи, а онда је гроф позвао ту двојицу на вечеру сутрадан. Грејвс је рекао да га је следеће вечери Фоскантини пустио после вечере када је порто послужен. Асканио је брзо ухапшен, али је Поаро указао на три занимљиве тачке: кафа је била баш тамна, а додаци и десерт су били такорећи неначети, а завесе су биле отворене. Италијански посланик дао је покриће Асканију што је указало на сумњиво дипломатско заташкавање, а Асканио је порицао да познаје Фоскантинија. Поаро је позвао Асканија на разговор и натерао га да призна да је Фоскантини био уцењивач. Асканио је ујутру био дошао како би му дао новац који је тражио од једне особе у Италији, а плаћање је било сређено преко посланства у ком је Асканио радио.
Пошто је Асканио отишао, Поаро је рекао Хејстингсу да је Грејвс убица и објаснио му своје разлоге. Грејвс је начуо разговор о плаћању и схватио да Асканио не сме да призна везу са Фоскантинијем. Грејвс је убио Фоскантинија кад је био сам − није уопште било гостију на вечери − затим је наручио вечеру за троје и појео хране колико је могао, али када је појео три главна јела, могао је да поједе само мало додатака, а посластицу не. Кафа је послужена вероватно за троје и испијена, али Фоскантинијеви сјајни бели зуби показали су да он није пио тако тамни напитак. На крају, отворене завесе указале су да је Грејвс отишао из станапре вечери, а не после што не би било тако да су упутства које је Грејвс добио била истинита. То објашњење прослеђено је Џапу што је после његове истраге показало да је Поаро био у праву.

### Случај нестале опоруке
Поаро је примио необичну посету госпођице Вајолет Марш. Она је остала сироче са четрнаест година па је отишла да живи код свог стрица Ендруа у Девону. Он се недавно вратио из Аустралије где се обогатио и противио се образовању своје братанице. Вајолет му се успротивила и отишла је на факултет "Гиртон" неких девет година пре него што је упознала Поароа. Иако помало затегнут, њен однос са Ендруом је остао срдачан. Он је умро месец дана пре него што се она упознала са Поароом и оставио је опоруку са чудном клаузулом. Опорука је састављена 25. марта у 23 часа. Марш је дао упутства да његова "паметна" ћерка може да живи у кући годину дана за које вреће треба да докаже своју "памет". Ако по истеку рока не уради тако, со његово богатство отићи ће добротворним установама и она ће остати без ичега.
Поаро и госпођица Марш су убеђени да постоји или друга опорука или нека свота новца скривена у кући па је он пристао да истражи. Он и Хејстингс су отпутовали у Девон где их је дочекао брачни пар Бејкер, кућепазитељи Маршових. Они су рекли Поароу да су потписали и били сведоци двема опорукама јер је Марш рекао да је погрешио код прве иако они нису видели садржину. Одмах после тога, Марш је отишао од куће да заврши неке налоге за продају.
Док је разгледао по кући, Поаро је био задовољан мртвачевим редом и методом сем једне ствари: кључ највише фиоке био је измењен. Није био јасно обележе него је стајао у прљавој коверти. После дуге потраге, Поаро је признао да је побеђен и кренуо је да се спрема назад за Лондон, а онда се сетио посете продаваца па се брзо вратио у кућу и поставио отворену коверту изнад ватре после чега се појавио текст написан невидљивим мастилом који је представљао опоруку новију од оне коју Вајолет има којом оставља све њој. Две опоруке које су Бејкерови потписали биле су варка. Продавац који је био у граду је сигурно потписао нову опоруку коју је Марш направио у коверту у коју је ставио кључ. То је био намерни траг. По Поароовим речима, госпођица Марш доказала је своју умну надмоћ запошљавајући га да реши случај.

## Америчко издање књиге
Америчко издање књиге објављено годину дана касније садржи још три приче које се нису појавиле у Британији у књизи све до 1974. године у збирци Поароови рани случајеви.
- Бомбоњера.
- Дама под велом.
- Изгубљени рудник.

## Књижевни значај и пријем
Преглед у часопису Књижевно време 3. априла 1924. године почео је упозорењем, али је онда постао позитиван: 
"У првој пустоловини господина Поароа, читаоци откривају да је фамозни драгуљ око бога и шифровану поруку власника да ће га узети 'кад буде био пун месец', читаоци су склони расту огорчења према свом драгом пријатељу 'Месечевом камену'. Само што за то немају право јер је прича поприлично изворна".
 Даљим прегледом, Поаро је описан као "јако задовољна и забавна особа".
Часопис Њујорк тајмс за преглед књиге одабрао је да размотри британско издање књиге 1924. године од 20. априла исте године, а не да чека издање Дода и Мида из 1925. године. Непотписаном критичару се свидела књига, али су му се изгледа приче чиниле некако отрцане и не потпуно изворне и неколико пута их је поредио са Шерлоком Холмсом. Текст је започео овако: "Јунак Агате Кристи... је толико обичајан да би могао да буде искарикатурисан, али његове пустоловине су забавне, а ствари које решава паметно запетљане унапред". Признао је: "плаши вас како би неки од доказа које [Поаро] сакупља добро нашкодили злочинцима на суду", али је завршио текстом: "Нова књига госпођице Кристи је, рецимо, најлакша за читање, али јој је изглед разоружавајуће скромен и задовољава огромну публику која схвата приче о злочину, али воли злочин послужен и украшен".
Посматрач, 30. март 1924: 
"Кратка прича је строжи испит за писца 'детектива' него цео роман. У малом простору скоро сваки писац може направити сложеност за сложеношћу као што сваки човек може да направи лавиринт са малој површини. Али ставити загонетку, изненађење и решење у три-четири хиљаде речи је прави подвиг. Нема сумње да је госпођица Кристи имала успеха у једанаест прича (што не и са дванаест?) које су издате у овој збирци. Све имају сврху и генијалност, а ако је господин Поаро непогрешив и потпуно свезнајућ, па, то је функција детектива из књиге".

За разлику од Њујорк тајмса, читалац више воли да пореди неке од ових прича са причама Шерлока Холмса, а закључак је био: 
"Надамо ће да ортаклук [Поароа, Хејстингса и Џапа] дуго трајати и изродити још много оваквих узбудљивих приповедања. Како јој се морају одати заслуге за Загонетни догађај на Стајлсу и ову збирку (да не помињемо друге), госпођица Кристи мора бити стављена на прво место међу писцима детективских прича".

Часопис The Scotsman 19. априла 1924: 
"Постало је јасно да је можда могућност супер-детектива, у сврху књижевности, била такорећи исцрпљена. Госпођица Агата Кристи је, међутим, уложила врсту нове животности у Херкула Поароа, a у збирци Поаро истражује подсећа се још неких његових пустоловина. Поаро је више тога што конвенционални детектив није. Он је углађен, провидно ташт, а сналажљивост којом решава загонетку има више особина опсценарства него хладнокрвни и безобзирни детектив већине крими прича. Он има галски осећај за драму, а у причи Трагедија на дворцу Марсдон можда је није прикладно обуздао, али углавном за свих једанаест прича из збирке може се слободно сложити да су елаборатни изум који је обично квар у таквим причама. Поаро је суочен са тешкоћом, а госпођица Кристи је увек убедљива у начину на који показује са каквом лакоћом он проналази траг и прати га".
Роберт Барнард је рекао да је ово једна од њених "Раних прича писаних у сенци самих Холмса и Вотсона". Његова критика била је: "Фазони се доста понављају, а проблему треба разноликост".‍:203

## Везе са другим делима
Председник владе који се појављује у причи Отети премијер је поменут 1923. године у причи Нацрти за подморницу која је издата 1974. у оквиру збирке Поароови рани случајеви. Могуће је да је  његово име "Дејвид Мекадам" келтска варијанта имена правог председника владе током позних дана Првог светског рата Дејвида Лојда Џорџа.
У причи Пустоловина Западне звезде, леди Јардли је саветовала да посети Поароа њена другарица Мери Кевендиш, дугогодишња Хејстингсова пријатељица. Кевендишка се појављује у књизи Загонетни догађај на Стајлсу, првом роману Кристијеве и оном који је увео Херкула Поароа у књижевни свет.

## Екранизације

### Америчка
Прича Нестанак господина Давенхајма је приказана на телевизији као полусатна епизода на ЦБС-у у оквирју серије Генерално електрично позориште 1. априла 1962. године под називом Херкул Поаро. Представио ју је Роналд Реган, режирао Џон Брам, а Поароа је тумачио Мартин Гебел. Епизода је направљена као пробна епизода за серију која није снимљена него је уместо тога то било прво појављивање лика на телевизијама енглеског говорног подручја. Раније је екранизацију исте приче са Хозеом Ферером у улози Херкула Поароа снимио МГМ 1961. године, али никада није приказана.

### Британска
Све приче из збирке Поаро истражује екранизоване су као епизоде ИТВ-ове серије Поаро са Дејвидом Сачетом у насловној улози. Хју Фрејзер је играо Хејстингса, Филип Џексон Џапа, а Паулин Моран госпођицу Лемон. Као и обично код ових екранизације, оне се помало разликују од изворних прича.
- Прича Нестанак господина Давенхајма екранизована је као 6. епизода 2. сезоне. Хејстингс у њој има много већу улогу него у изворној причи, а Поаро је добио папагаја (што је довело до познатог скеча − Достављач: "Донео сам папагаја за господина Поирота" Поаро: "Каже се Поаро". Достављач: "Ја се извињавам, донео сам поароа за господина Поирота".)
- Прича Пустоловина јефтиног стана екранизована је као 10. епизода 2. сезоне и направљено је неколико измена.
  - Госпођица Лемон је убачена у екранизацију.
  - Елзи Харт је име промењено у Карла Ромеро.
  - Поаро је поставио клопку италијанском плаћенику, а касније га преварио давши му празан пиштољ који је плаћеник користио у претњи, не знајући да је празан.
  - И италијанског плаћеника је Џап ухапсио.
- Прича Отети премијер екранизована је као 9. епизода 2. сезоне. Екранизације је верна изворној причи, али постоји неколико измена.
  - Инспектор Барнс је избачен у екранизацији.
  - Госпођица Лемон је додата.
  - Време радње померено је са краја Првог светског рата у '30-те.
  - Име Данијелсове сестре Берте Ебентал промењено је у Имоџен Данијелс и она није немачка шпијунка него борац за независност Ирске.
- Прича Пустоловина Западне звезде екранизована је као 10. епизода 2. сезоне. Екранизација је верна изворној причи, мада има неке ситне измене.
  - Главни инспектор Џап и госпођица Лемон додати су у екранизацији.
  - У екранизацији је Ролфа Џап ухапсио заједно са Хенриком ван Брексом (лик који не постоји у причи) док је покушавао да прода драгуљ, за разлику од приче где га је Поаро отерао.
- Прича Крађа обвезница од милион долара екранизована је као 3. епизода 3. сезоне. Екранизација је благо измењена у односу на изворну причу.
  - Госпођица Лемон је додата у екранизацији.
  - Господин Вавасор (који је само поменут у причи) појављује се у екранизацији и има важну улогу.
  - Господин Шо у екранизацији има саучесницу (која му је супруга) која му је помогла да лажира покушај тровања како би остао на боловању, а она је место њега отишла на брод прерушена и бацила лажне обвезнице. У причи је на брод ишао он прерушен у старца.
- Прича Трагедија на дворцу "Масрдон" екранизована је као 6. епизода 3. сезоне. Екранизација је верна изворној причи, али има неколико измена.
  - Главни инспектор Џап је додат у екранизацији.
  - Поароа је позвао писац почетник у помоћ око радње његове нове књиге па је Поаро од њега чуо за Малтраверсову смрт.
  - На крају епизоде, Поаро, Хејстингс и Џап су отишли у музеј воштаних фируга у ком је била и Поароова фигура.
- Загонетка у ловачком конаку екранизована је као 11. епизода 3. сезоне. Екранизација је благо измењена у односу на изворну причу.
  - Поаро и Хејстингс су ишли у лов са Роџером Хејверингом и његовим ујаком Харингтоном Пејсом.
  - Поаро није могао да учествује у истрази на терену јер се разболео па га је Хејстингс мењао.
  - Пиштољ није пронађен.
  - Роџер Хејверинг је одбио да да покриће јер није хтео да његова супруга зна где је био.
  - Џап и Хејстингс су хтели да траже госпођу Мидлтон, али им је Поаро објаснио да она не постоји.
  - Роџер и Зои Хејверинг су на крају ухапшени и нису успели да побегну и доживе трагичну судбину са краја изворне приче.
- Прича Пустоловина египатске гробнице екранизована је као 1. епизода 5. сезоне. Екранизација је верна изворној причи, а једине разлике су то што је госпођица Лемон додата и што се др. Ејмс није убио цијанидом него је ухапшен у покушају бекства.
- Прича Случај нестале опоруке екранизована је као 4. епизода 5. сезоне. Екранизација је јако измењена.
  - Смрт Ендруа Марша је промењена у убиство.
  - "Нестала опорука" из наслова је такође промењена тако да није скривена опорука него стари спис украден из Маршових хартија након што је било јасно да ће Марш направити нову опоруку којом ће све оставити Вајолет Вилсон (којој је презиме промењено у екранизацији).
  - Ендру Марш је стари Поароов пријатељ, а Поаро је већ био у његовој кући кад је умро.
  - Главни инспектор Џап и госпођица Лемон су додати у екранизацији.
- Прича Пустоловина италијанског племића је екранизована као 5. епизода 5. сезоне. Екранизација је верна изворној причи, али има извесних измена.
  - Госпођица Лемон је убачена у екранизацији и послужила је као предмет завођења Фоскантинијевом слуги Грејвсу који је тражио помоћ од Поароа.
  - Неименованог инспектора из приче заменио је главни инспектор Џап у екранизацији.
  - Асканио није хапшен, а име му је промењено из "Паоло" у "Марио".
  - Створен је нови лик господин Вицини код кога је Хејстингс ишао да купи кола и који је такође био умешан у случај.
  - Слуга Грејвс добио је име "Едвин" и покушао је да побегне после објашњења.
- Прича Крађа накита у хотелу "Велики град" екранизована је као 8. епизода 5. сезоне. Екранизација је верна изворној причи, али има неколико измена.
  - Госпођица Лемон је додата у екранизацији.
  - Главни инспектор Џап се појављује док је у причи само поменут.
  - Саучесник Грејс Вилсон није био слуга него нови лик Сондерс, возач Опалсенових.
  - Бисери су пронађени скривени у вези реквизиту у позоришту.

### Јапанска
Пет прича екранизовано је у окриву цртане серије једне јапанске телевизије под називом Агата Кристи: Велики детективи Поаро и Марпл. Следеће приче су екранизоване:
- Крађа накита у хотелу "Велики град" - 4. јул 2004. године.
- Пустоловина јефтиног стана - 18. јул 2004. године.
- Отети премијер - 5. и 12. септембар 2004. године.
- Пустоловине египатске гробнице - 19. и 26. септембар 2004. године.
- Нестанак господина Давенхајма - 17. априла 2005. године.